# Agencias de la India británica

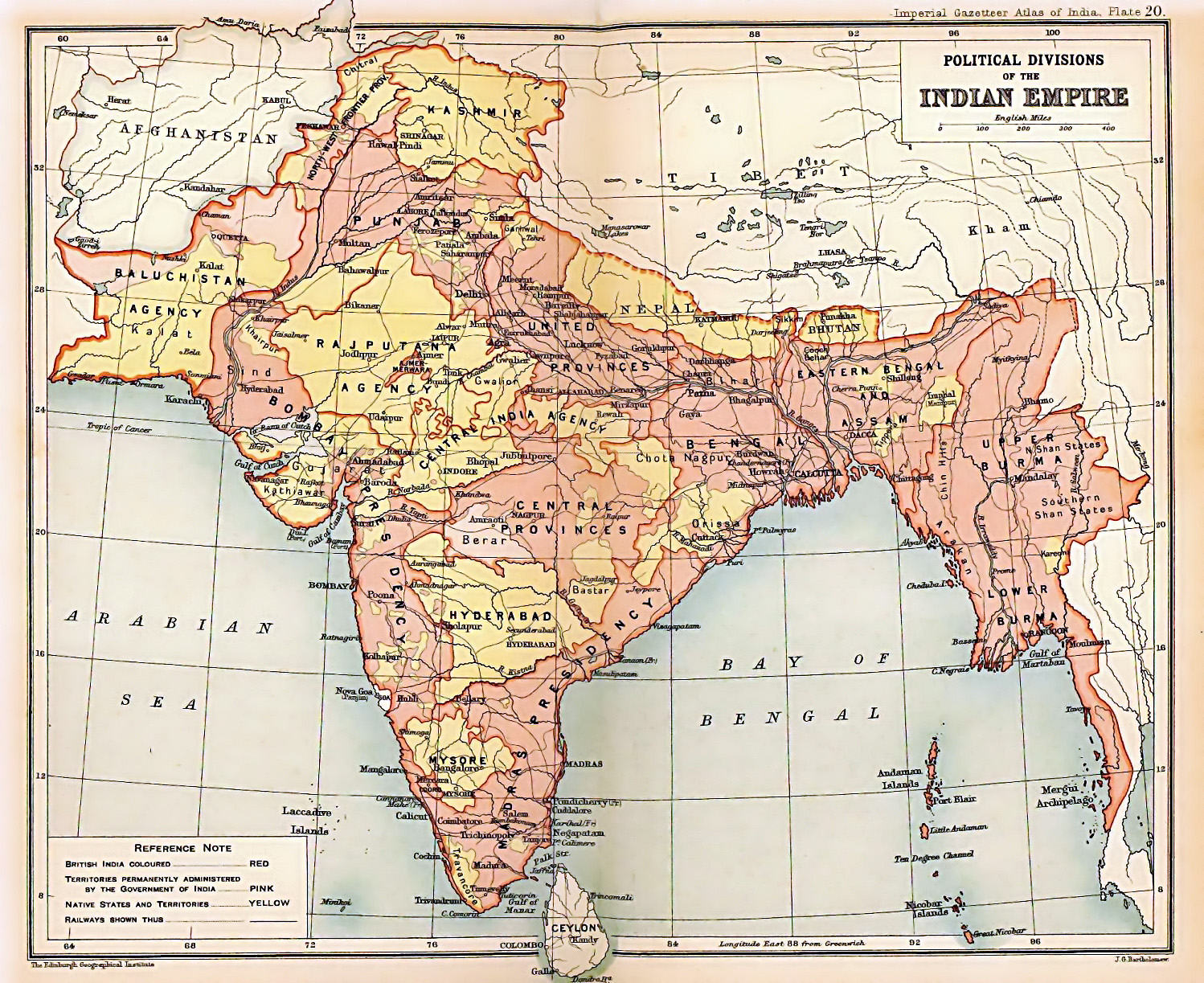
Mapa de 1909 de las divisiones políticas en el Imperio británico de la India.

Una agencia de la India británica (en inglés: agency) era una unidad autónoma o semiautónoma interna de la India británica cuyos asuntos externos estaban gobernados por un agente designado por el virrey de la India.

## Descripción
Las agencias variaban desde ser dependencias totalmente autónomas autogobernada,s como los estados principescos, donde el agente actuaba principalmente como representante del virrey, hasta territorios tribales que eran partes integrales del Imperio británico y donde el agente era completamente responsable de la ley y el orden. El agente de un territorio protegido o de un estado principesco vivía normalmente fuera del territorio a su cargo, a diferencia de un residente, que habitualmente vivía dentro de sus límites y, con frecuencia, era el recaudador de distrito, también conocido como magistrado del distrito, que ejercía sobre el distrito británico limítrofe.
La justicia civil y penal en las agencias generalmente se administraba mediante leyes promulgadas localmente. El Código Penal de la India no se aplicaba en estas agencias por defecto.

## Agencias
Las agencias políticas se crearon, fusionaron o abolieron en diferentes momentos de la historia del Raj británico. Aquí se incluyen todas las agencias, independientemente del período histórico donde tuvieron vigencia.
- Agencia de Aden (1839 – 1859)
- Agencia de Alwar (perteneciente a la Agencia de Rajputana)
- Agencia de Baghelkhand marzo de 1871 / 1933
- Agencia de Baluchistán
- Agencia de Banas Kantha
- Agencia de Baroda
- Agencia de Baroda y Gujarat
- Agencia de Baroda, Estados Occidentales y Gujarat
- Agencia de los Estados de Bengala
- Agencia de Bhopal 1818 / 15 de agosto de 1947
- Agencia de Bhopawar 1882 / 1925 (fusionada con Malwa para formar la Agencia de Malwa y Bhopawar)
- Agencia de Bikaner (perteneciente a la Agencia de Rajputana)
- Agencia de Bundelkhand 1811
- Agencia de la India Central 1854
- Agencia de Chhattisgarh
- Agencia de Cutch
- Agencia de los Estados del Decán años 1930
- Agencia de Delhi
- Agencia de los Estados Orientales de Rajputana (perteneciente a la Agencia de Rajputana)
- Agencia de los Estados Orientales años 1930
- Agencia de Ganjam Hill Tracts (Presidencia de Madrás)
- Agencia de Gilgit 1889
- Agencia de Kotah-Jhalawar (perteneciente a la Agencia de Rajputana)
- Agencia de Haraoti
- Agencia de Haraoti-Tonk (perteneciente a la Agencia de Rajputana)
- Agencia de Kaira
- Agencia de Kathiawar (Presidencia de Bombay)
- Agencia de Kolaba
- Agencia de Kolhapur
- Agencia de los Estados de Madrás años 1930
- Agencia de Mahi Kantha (Presidencia de Bombay)
- Agencia de Malwa
  - 1895 / 1925 (fusionada con la Agencia de Bhopawar para formar la Agencia de Malwa y Bhopawar)
  - 1934 / 1947
- Agencia de Malwa y Bhopawar 1925 / 1927 renombrada a Agencia de Malwa y Estados Meridionales
- Agencia de Malwa y Estados Meridionales 1927 renombrada de la Agencia de Malwa y Bhopawar / 1934 renombrada a Malwa
- Agencia de Nasik
- Agencia de la Frontera Noreste (NEFA)
- Agencia de los Estados de la Frontera Noroeste
- Agencia de Orissa 1905
- Agencia de Palanpur 1819 (perteneciente a la Presidencia de Bombay, fusionada el 10 de octubre de 1924 en WISA)
- Agencia de Poona
- Agencia de los Estados del Punyab años 1930
- Agencia de Rajputana (compuesta por tres residencias y seis agencias)
- Agencia de Rewa Kantha (Presidencia de Bombay)
- Agencia de Sabar Kantha
- Agencia de Surat
- Agencia de Thana
- Agencia de Vizagapatam Hill Tracts (Presidencia de Madrás)
- Agencia de los Estados Occidentales de la India (WISA)
- Agencia de los Estados Occidentales de Rajputana (perteneciente a la Agencia de Rajputana, parte de la Residencia de Mewar hasta 1906, cuando se separó)